# 아르토니아강
아르토니아강(Arthoniomycetes)은 자낭균문에 속하는 균류 강의 하나이다. 아르토니아목(Arthoniales)만을 포함하고 있다.
이 강에 속하는 균류의 대부분은 열대 및 아열대 지의류이다.

## 계통 분류
계통 발생학적 분석에 의하면 이 강은 단계통군이다. 갈반병균강의 자매군이다.

## 특징
이 균류는 포자낭반을 가지고 있으며, 자실층이 자라면 밖으로 노출이 된다. 포자낭반은 이중벽 자낭으로 안쪽과 바깥쪽으로 명확히 구분된다.